# 12月22日 (旧暦)
旧暦12月22日は旧暦12月の22日目である。六曜は先負である。

## できごと
- 元亀3年（ユリウス暦1573年1月25日） - 三方ヶ原の戦い
- 文久元年（グレゴリオ暦1862年1月21日） - 開市・開港延期交渉のため、外国奉行・竹内保徳を正使とした第1回遣欧使節団36名が長崎を出港

## 誕生日
- 開皇18年（ユリウス暦599年1月23日） - 太宗、唐の2代皇帝（+ 649年）
- 弘化4年（グレゴリオ暦1848年1月27日） - 東郷平八郎、海軍軍人・連合艦隊司令官（+ 1934年）
- 安政5年（グレゴリオ暦1859年1月25日） - 快楽亭ブラック (初代)、落語家（+ 1923年）
- 明治元年（グレゴリオ暦1869年2月3日） - 各務鎌吉、実業家（+ 1939年）

## 忌日
- 大宝2年（ユリウス暦703年1月13日） - 持統天皇、41代天皇（* 645年）
- 仁寿2年（ユリウス暦853年2月3日） - 小野篁、歌人（* 802年）
- 明和元年（グレゴリオ暦1765年1月13日） - 徳川宗尹、一橋徳川家初代当主（* 1721年）